# Шарташ (станція)
Шарташ (рос. Шарташ) — вузлова залізнична станція Єкатеринбурзького регіону Свердловської залізниці Єкатеринбург, Росія. Розташована на 1819 км головного ходу Транссибу, є допоміжною вантажною станцією Єкатеринбурзького вузла.

## Опис
Станція розташована у Жовтневому районі Єкатеринбурга. Основні станційні будівлі і вокзал розташовані з боку вулиці Куйбишева. Пасажирський сегмент складається з трьох низьких острівних платформ, до яких є прохід пішохідними настилами з боку вокзалу та сходи з пішохідного мосту. Перон біля будівлі вокзалу і розташованого поруч касового павільйону посадкової платформи не має і на найближча до нього колія пасажирські потяги не приймає. Пішохідний міст має виходи: з боку вокзалу — на вулицю Куйбишева, з протилежного боку станції — на вулицю Вишнева, проміжні — до сортувального парку та вантажного району станції.
Станційні парки: пасажирський, приймально-відправний, сортувальний (на початок 2020-х законсервований), місцевий парк відстою моторвагонного рухомого складу, вантажний (Ірбитський парк) з майданчиком для великовагових вантажів і естакадою для вивантаження вугілля.
Непарну горловину станції перетинає автомобільний шляхопровід, що сполучає провулок Базовий і вулицю Комсомольську у районі концерну «Калина», що отримав назву «Калинівський міст».

## Пасажирський рух
На станції зупиняються всі приміські електропоїзди, що прямують з Єкатеринбурга до Богдановичів, 
Каменська-Уральського, приміські поїзди на Єгоршино, Верхній Уфалєй, а також міського електропотягу, Аероекспрес в аеропорт «Єкатеринбург», електротяги підвищеної комфортності 852/851 Єкатеринбург — Курган.
До 2014 року станція Шарташ була також кінцевим пунктом для частини електропоїздів Нижньотагільського, Шалінського і Деражнянського напрямків (через Єкатеринбург-Пасажирський).